# Spornitz
Spornitz település Németországban, Mecklenburg-Elő-Pomeránia tartományban. Lakosainak száma 1215 fő (2023. december 31.).

## Népesség
A település népességének változása:
| Lakosok száma | 1252 | 1246 | 1220 | 1210 | 1215 |
|               | 2017 | 2019 | 2021 | 2022 | 2023 |